# Филиппов, Михаил Дорофеевич
Михаил Дорофеевич Филиппов (1905—1975) — советский машиностроитель, организатор производства, директор Онежского, Рижского, Ликинского машиностроительных заводов.

## Биография
Окончил семилетнюю сельскую школу, работал грузчиком на товарной станции.
После службы в Советской армии, в 1930 году приехал в Петрозаводск и устроился на Онежский машиностроительный завод штамповщиком. Закончил фабрично-заводскую школу, курсы подготовки в техникум, курсы председателей фабрично-заводских профсоюзных комитетов. С 1932 года — контрольный мастер, с 1934 года — мастер прессового цеха завода. В 1939 году избран председателем профсоюзного комитета завода.
В годы Великой Отечественной войны, на эвакуированном в Красноярск Онежском заводе, Филиппов работал начальником прессового цеха. В 1942 году был награждён медалью «За трудовую доблесть», в 1944 году — орденом «Красной звезды» за организацию выпуска боеприпасов для фронта.
Постановлением Совета народных комиссаров СССР от 21 октября 1944 года «О восстановлении Онежского металлургического и машиностроительного завода Наркомлекса СССР в городе Петрозаводске» директором Онежского завода был назначен Михаил Дорофеевич Филиппов. В 1948 году Филиппов был награждён орденом «Трудового Красного знамени».
В 1951—1956 годах работал директором Рижского, затем Ликинского машиностроительных заводов.
В 1956 году, для организации производства тракторов, вернулся на Онежский завод в Петрозаводск. Работал начальником кузнечно-заготовительного, прессового, сборочного цехов завода, затем заместителем директора по общим вопросам. По достижении пенсионного возраста работал в отделе научно-технической информации Онежского тракторного завода. Один из организаторов возрождения Музея истории завода.